# الباريسية (رينوار)
الباريسية هي لوحة زيتية للفنان الفرنسي أوجست رينوار رسمها في 1874 وهي حالياً ضمن مقتنيات متحف كارديف الوطني.